# Алимагомедов, Джалалудин Магомедович
Джалалудин Магомедович Алимагомедов (19 ноября (2 декабря) 1911, Тунзи, Гунибский округ, Дагестанская область, Российская империя — 24 апреля 1991, Курми, Гергебильский район, Дагестанская АССР, РСФСР, СССР) — советский энергетик, Герой Социалистического Труда.

## Биография
Аварец. Родился в крестьянской семье.
Жил в селении Курми. В 1930 году участвовал строительстве на реке Каракойсу Гергебильской гидроэлектростанции в качестве землекопа. В 1940 году, после окончания строительства, стал электромехаником и старшим мастером по ремонту электрооборудования.
20 ноября 1971 года за особые заслуги в выполнении заданий пятилетки Алимагомедов был удостоен звания Героя Социалистического Труда с вручением ордена Ленина и золотой медали «Серп и Молот». Также был награждён двумя орденами Трудового Красного Знамени (12 ноября 1959 года и 4 октября 1966 года) и рядом медалей.